# 남생이
남생이(학명: Mauremys reevesii)는 거북목 돌거북과 남생이속의 민물 거북이다. 식성은 잡식성으로 수초, 미꾸라지, 붕어, 납자루, 다슬기, 갑각류 등 민물에서 사는 물고기를 먹으며, 늦봄이나 초여름에 모래나 부드러운 흙 속에 산란을 한다. 4월부터 11월까지 활동하다 겨울잠을 잔다. 다 자란 성체의 등껍질은 20-25cm 정도이고 더러 30cm 이상의 큰 개체도 있다.

## 학명 유래
종소명인 'reevesii'는 영국의 박물학자 존 리브스(John Reeves)에 경의를 표하기 위함으로 그의 성씨에서 따 온 것이다.

## 특징
대부분의 개체가 대개 갈색 등껍질과 암회색 피부에 목에는 노랑 무늬가 있으며 눈썹도 노란색을 띠지만, 수컷에게서 흑색증이 도드라지게 나타나며, 눈 부위를 포함한 몸 전체가 완전히 검게 변하고 노란 무늬가 사라진다. 흑색증은 생후 6년생 이상의 수컷에게서 발생한다.(사육환경에서 경우 4년생에게서 나타나기도 한다. 나이 든 암컷도 등껍질이 갈수록 어두워지고 무늬가 적어지기도 한다.

남생이의 특정 개체군은 거대두개(megacephaly)를 보이기도 한다. 거대두개성 거북은 머리가 좀 더 크고 넓으며, 턱 근육이 비대해져 있다. 적어도 다른 거북 한 종에서는 거대두개증의 유전적 연관이 없는 대신, 많은 각식성(殼食性. durophagous) 먹이에 대한 반응으로 개체에서 발생하는 것으로 보인다.

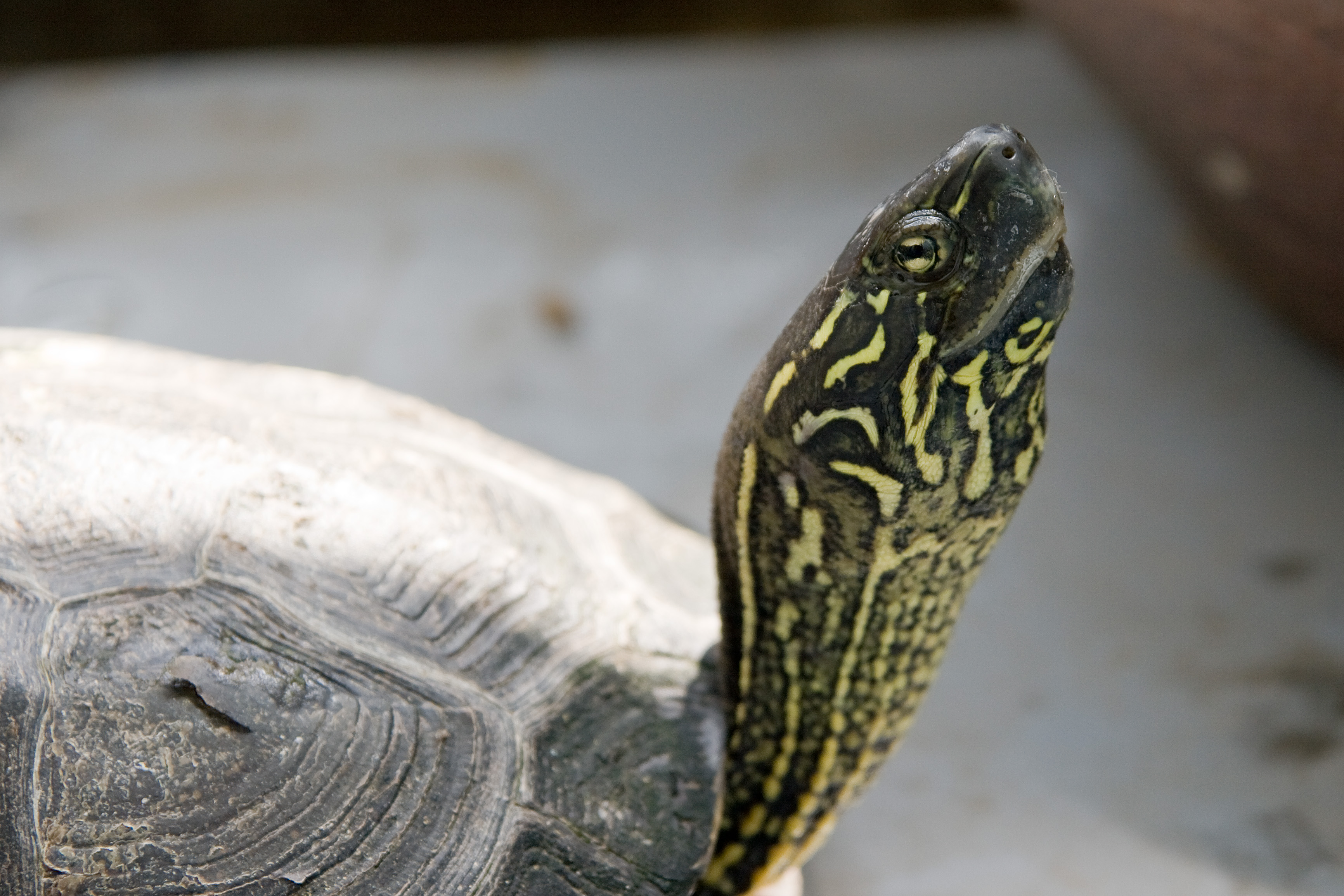
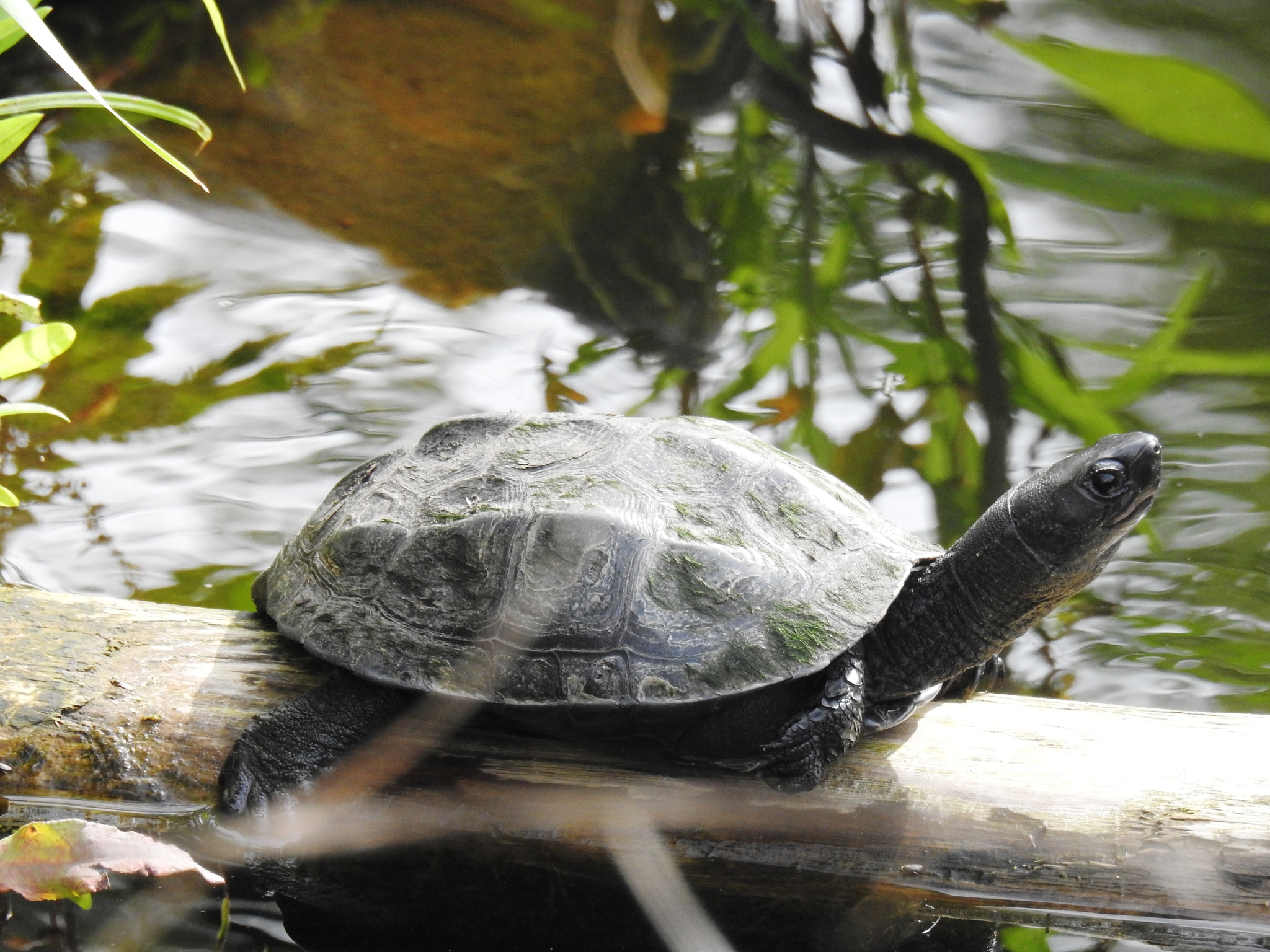
흑화한 수컷(일본 유입)
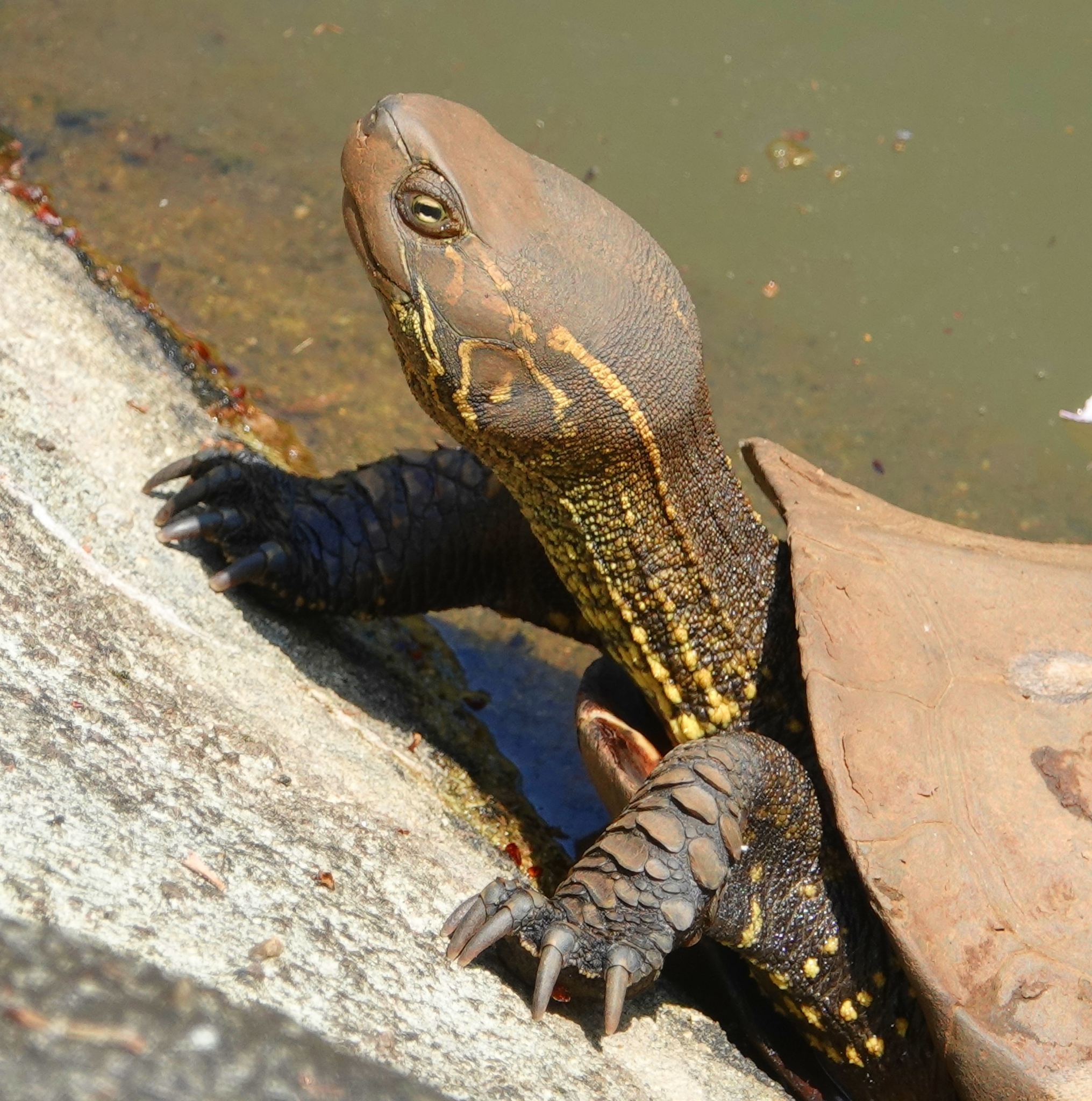
일본(유입됨)

## 분포

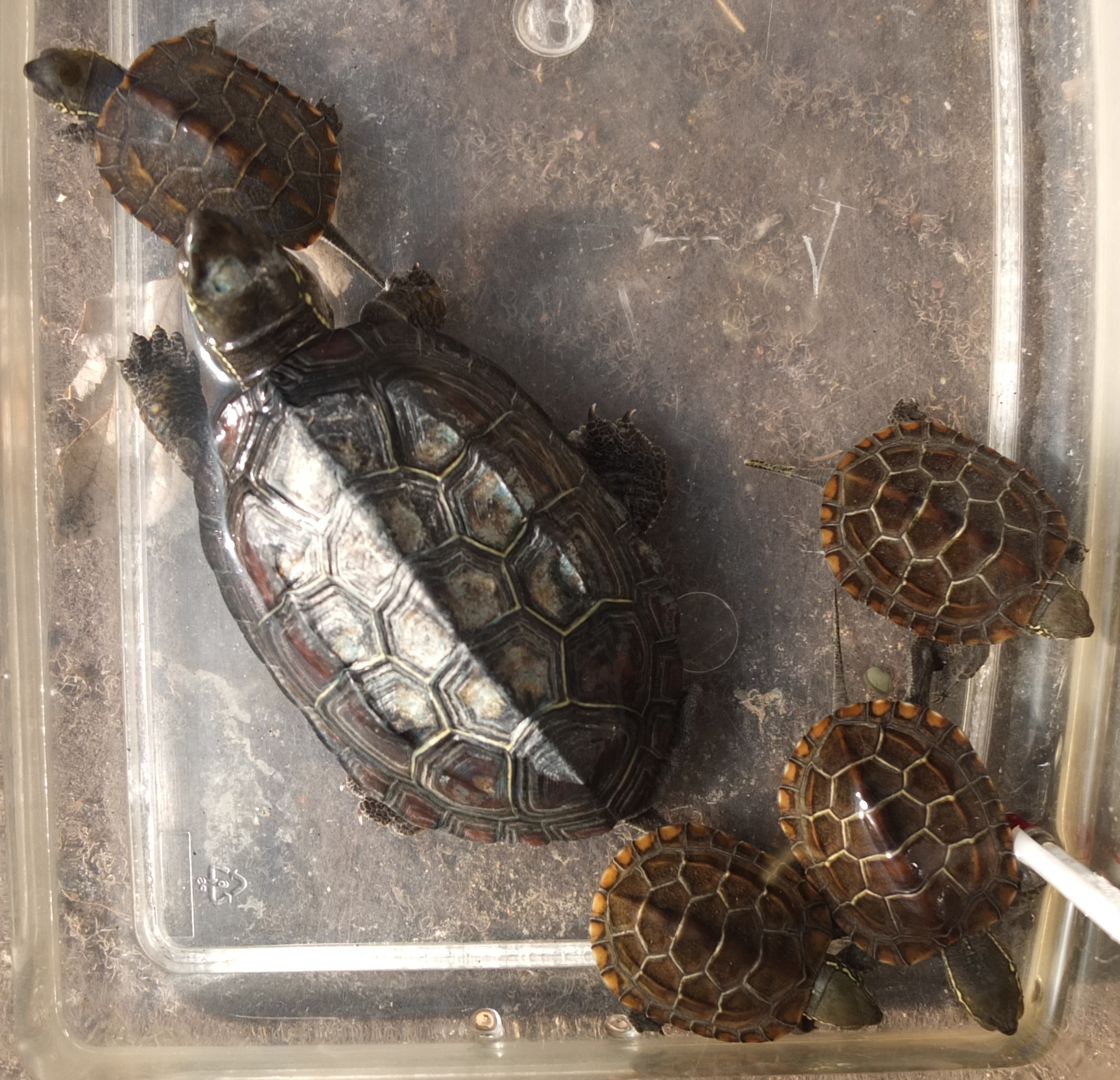
성체 거북과 아성체

남생이의 원산지는 중국 및 한반도이며, 일본과 대만은 과거에 어떠한 경로로 유입된 것으로 여겨진다.(이전에는 원 서식지로 여겨졌다.) 일본의 경우, 에도 막부 시절까지만 하더라도 남생이에 대한 기록이 일절 없었으나 18세기 이후 한반도에서 일본 본토로 넘어 온 것으로 추정되며, 관서 및 관남 지방 개체 수가 많이 분포해 있다는 기록이 있다. 남생이의 유입 개체군은 교잡 특성으로 인해 이 지역의 자생종에게 위협이 된다.(일본돌거북×남생이) 한국은 제주도를 제외한 한반도 전역에 서식하고, 중국은 중국 동북부 및 산둥반도 지역에 서식하고 있다.

### 동티모르
한 연구진이 동티모르에서 조사한 결과, 소규모의 남생이 개체군이 딜리 근처의 습지에 자리잡아 서식하고 있는 것으로 밝혀졌다. 중국에서 넘어 온 외래종인 것으로 보인다. 동티모르는 로테섬뱀목거북(Chelodina mccordi)의 아종인 C. m. timorensis의 고향이다. 남생이 유입 개체군이 고유종인 페르세거북에 위협을 주는지는 알려져 있지 않지만, 이 둘을 혼동할 경우 고유종 거북에게 간접적인 위협을 가할 수 있다. 남생이 유입 개체군은 때때로 화교들에게 판매하는 용도로 포획되며, 이것이 고유종 거북을 남획하는 것으로 이어질 경우 문제를 일으킬 수 있다. (이를 위한 잠정 해결법은 유입된 남생이를 제거하는 것이다. 따라서 사육한 남생이를 수출입하는 무역에 제한을 두는 것이다.)

## 서식지 및 습성
남생이는 반수생성이며 바위나 쓰러져 물에 어느 정도 잠긴 나무 위에 햇빛을 쬐이다 물 속으로 떠나는 것을 종종 볼 수가 있다. 습지나 비교적 얕은 못, 시냇가, 바닥이 진흙 또는 모래 투성이인 수로에서 이들을 발견할 수 있다.

## 보존 상태
남생이는 붉은귀거북(Trachemys scripta elegans)과의 생존경쟁, 생태교란종(황소개구리)의 새끼 남생이 과포식, 남획(남생이의 복갑은 전통 중약의 재료로 사용되고 있다.), 반려동물 교역을 위한 포획 및 야생 서식지 파괴로 인해 개체 수 소멸의 위협에 직면해 있다. IUCN에서는 남생이를 멸종위기종으로 취급 중에 있다. 다행히도 남생이는 사육 상태에서 번식이 가능한 종이다.

### 교잡
남생이는 돌거북과 내에서 먼 친척 관계에 있는 종들조차도 잡종을 만들어내는 것으로 악명이 자자하다. Mauremys pritchardi의 경우 남생이 수컷과 노랑늪거북 (Mauremys mutica) 암컷 사이에서 생겨난 기원 불명의 잡종을 기반으로 태어난 신종이다. 더군다나 사육 상태에서 중국줄무늬목거북 (Ocadia sinensis), 암보이나상자거북 (Cuora amboinensis) 암컷, 네눈거북 (Sacalia quadriocellata) 수컷, 일본돌거북 (Mauremys japonica)와도 교잡이 가능하다. 이러한 교잡은 대만의 남중국남생이와 중국줄무늬목거북의 개체군에 위협이 될 수 있으며, 일본의 고유종인 일본돌거북의 개체군에도 위협이 된다. 이러한 특성 때문에, 반대로 대한민국에서의 경우 야생에서 유입된 일본돌거북과 중국줄무늬목거북에 의한 유전자 오염이 큰 위협으로 부상하였다.
따라서 반려동물로 키우는 모든 사람들은 사육 시 돌거북과의 다른 구성종과 분리시켜야 한다.

### 보호
대한민국에서는 남생이를 천연기념물 453호 및 멸종위기 야생생물 Ⅱ급으로 지정하여 개체군 보호에 노력하고 있다. 현재 서울대공원 종보전연구실, 문화재청 국립문화재연구소, 국립생태원 멸종위기종복원센터 등에서 복원 연구 및 사업을 진행하고 있다.

## 전래동화 등장
남생이는 전래동화에도 등장할 정도로 사람들의 사랑을 받는 거북이다.